# Міст Сілезьких повстанців у Кракові
Міст Сілезьких Повстанців (колишній міст Кракуса) — автомобільний міст у Кракові на річці Вісла, що сполучає Середмістя (вул. Starowiślna) з Подгуже (Ulica Na Zjeździe w Krakowie).
Попри те, що в 1918 році його назвали мостом Кракуса, краковчани в міжвоєнний період і після війни все ще використовували назву III most.
Після реконструкції 1971 року ZBOWiD виступив із пропозицією назвати міст на честь Сілезьких повстанців, обґрунтовуючи це тим, що "завершення будівництва мосту збіглося з 50-річчям вибуху Третього Сілезького повстання ". Після рішення Президії Національної Ради міста Кракова 12 жовтня 1971 року міст отримав назву, пов'язану з відкриттям меморіальної дошки на честь цієї події на східній опорі мосту.

## Історія мосту

### Початок будівництва
Сьогоднішній міст — не перший міст, який стояв на цьому місці. У 1908—1913 роках тут збудовано міст Кракуса (фото), що сполучав вул. Starowiślna з вулицею Juliusza Słowackiego в Podgórze. Його спроєктував віденський будівельник Едвард Зіттер, а залізні конструкції виготовив Зеленєвський. Роботи розпочато в 1908 році. Підрядником була львівська фірма «Sosnowski і Zacharysiewicz», а роботами керував Walerian Marzec, потім інж. Гайдук. Нагляд з боку намісництва здійснював інж. Вархаловський, а пізніше інж. Адольф Шнайдер.

### Розвал 1911 року
18 лютого 1911 року 52-метрова залізна конструкція мосту, що будувався, обвалилася у воду. Причиною став раптовий рух льоду та недостатній захист споруди. Центральна частина та фрагмент з боку Підгуже обвалилися. Збереглися стовпи та опори. У квітні 1911 року розпочалися роботи з вилучення затонулої споруди. Ними керувала компанія Зеленєвського в Кракові.

### Введення в експлуатацію
Міст було відкрито 20 січня 1913 року. Одночасно була відкрита нова трамвайна лінія стандартної колії від третього мосту до Salwator. Лінія мала дві колії й проходила вулицями Вавжиньца, Дайвор і Старовильна, через площу Домініканського та вулицю Звежинецьку.

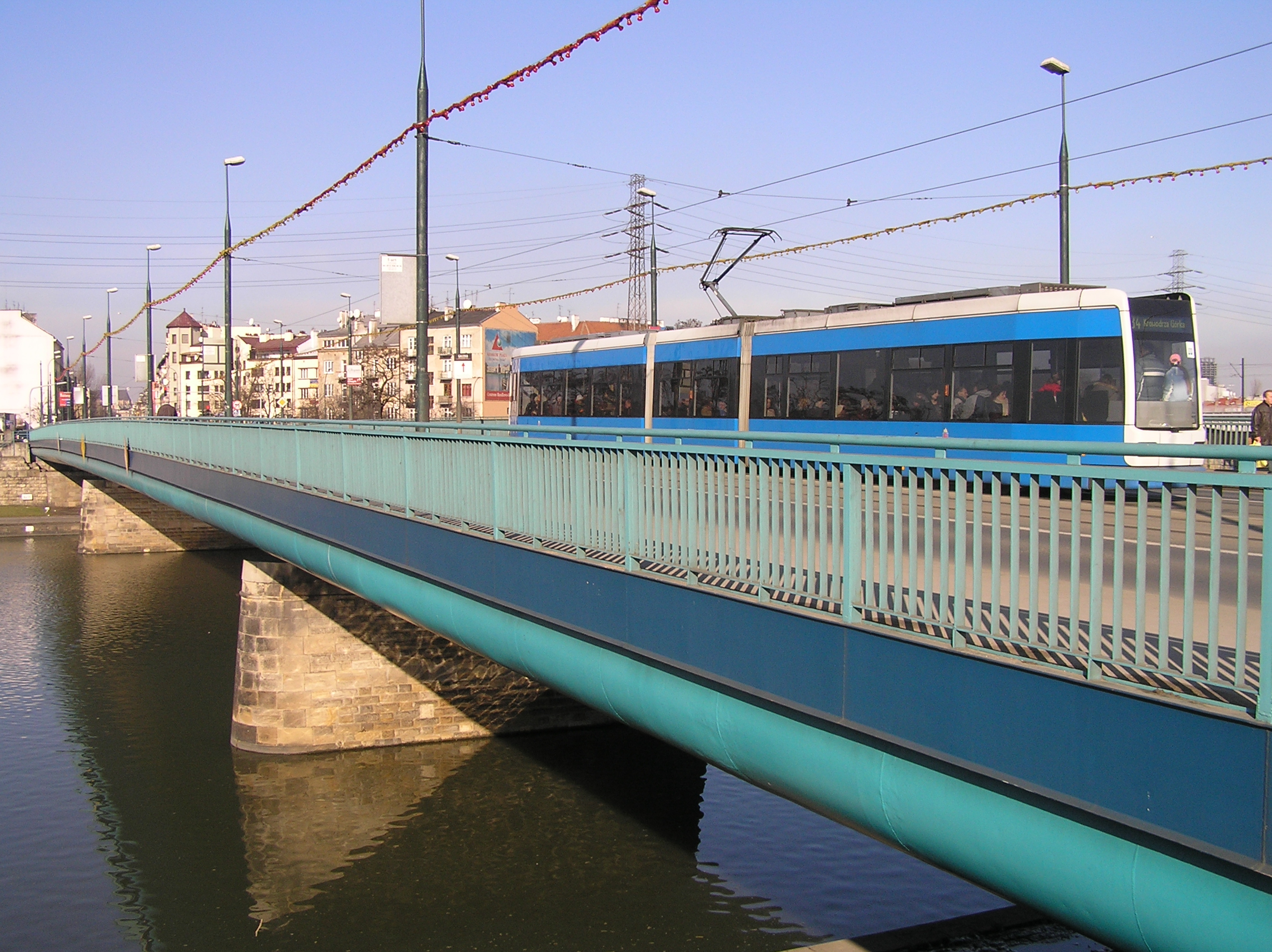
Вид на міст з Підґуже

Це був залізний фермовий міст, що складався з 3-х прольотів, своєю формою він викликав асоціації, наприклад, з мостами Будапешта. На цьому мосту 4 липня 1915 року відбулося урочисте з'єднання Кракова та Подгуже, на якому були присутні президент Кракова Юліуш Лео та останній мер Подгуже Францішек Марєвський.
У лютому 1917 року через міст проклали трамвайну колію, яка продовжила чинну лінію до Rynek Podgórski. Після відновлення незалежності на початку грудня 1918 року австрійські орли, розміщені на залізній конструкції, були видалені та розміщені польські срібні орли.

### Реконструкція 1945 року

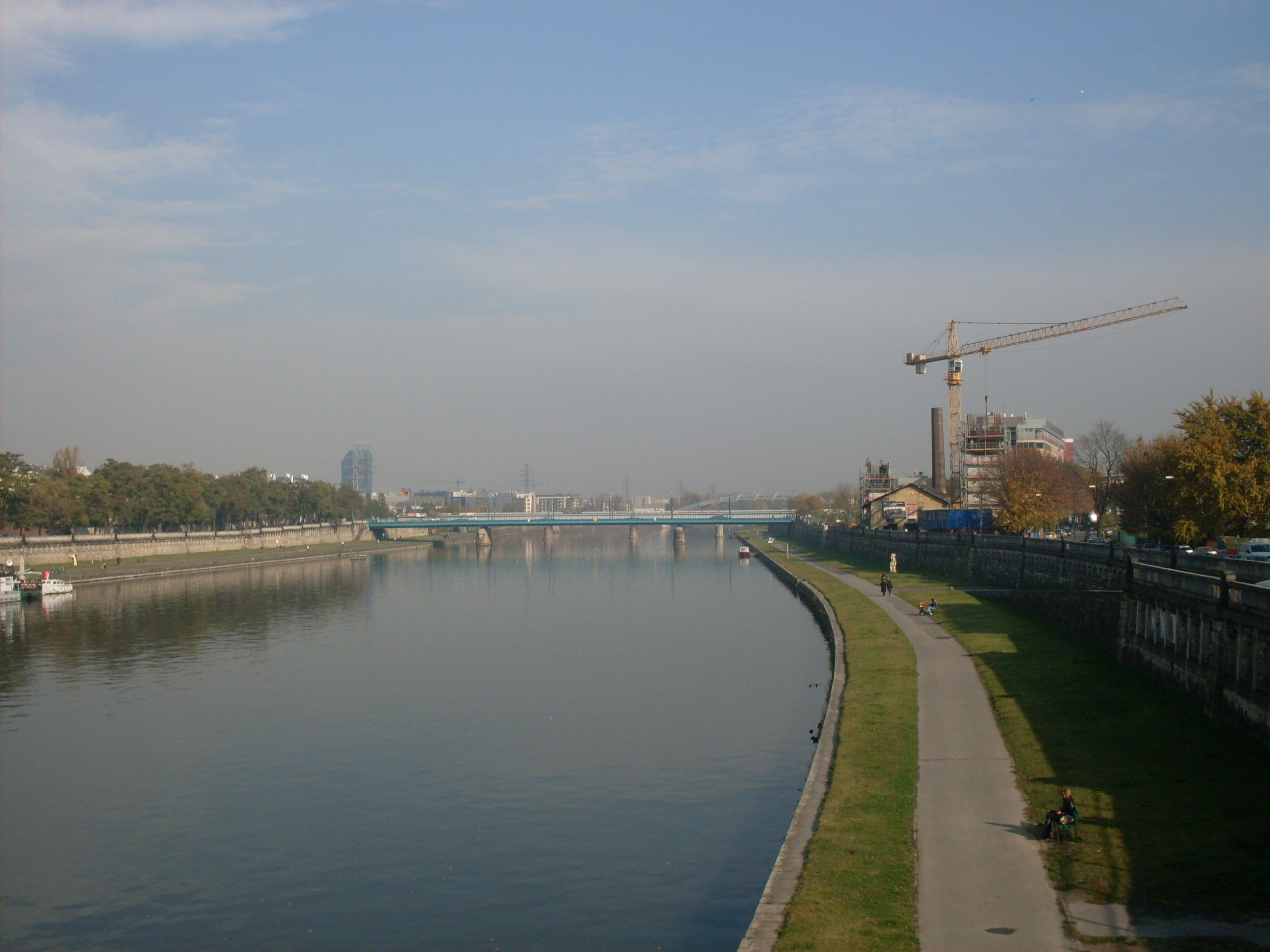
Вид на міст Сілезьких повстанців з мосту отця Бернатка зі сторони Подільського бульвару.

Міст (як і інші мости в Кракові) був підірваний відступаючими німецькими військами в січні 1945 року. У лютому того ж року розпочалася реконструкція. Створено Комітет відбудови мостів на річці Вісла в Кракові. Першими були відбудовані: міст Дембніцького та міст III. Роботи виконували Технічні відділи Червоної Армії, жителі Кракова та фірма Зеленєвського. 23 лютого 1945 року відбулося урочисте відкриття обох мостів, яке завершилося військовим парадом і виконанням польського та радянського гімнів оркестром.

### Ремонт 1971 року
Проєктантом реконструкції був Юзеф Шульц з краківської «Мостосталі». Новий міст збудовано поруч із ще відкритим мостом III. 19 березня вночі було закрито рух транспорту та розібрано проїжджу частину старого мосту, щоб вранці на старих опорах за кілька годин звести новий. 20 липня 1971 року ремонт було завершено. Підрядник ремонту — краківська компанія Mostostal з цього приводу за рішенням Президії Національної ради м. Кракова нагороджений золотим знаком «за громадську роботу для міста Кракова». Стару конструкцію третього мосту розібрали й баржею перевезли до порту Нова Гута, звідки її мали перевезти до Лежайська.
У 1978 році реконструкцію було завершено, відкривши під'їзд до мосту із Заблоцької.

## Технічні дані
Довжина мосту — 148 метрів, ширина — 19 метрів. Являє собою конструкцію зі сталевої оболонки з ортотропною плитою. Він підтримується на 4 стовпах, двох річкових і двох берегових. Під час реконструкції 1971 року залишили оригінальні стовпи 1913 року. На мосту по одній автомобільній смузі в кожному напрямку, розділеній трамвайною колією, з боків — тротуари для пішоходів.

## Виноски
1. ↑  Adamczewski J. Mała encyklopedia Krakowa Kraków 1999 s.318 ISBN 83-918802-0-6
2. ↑  Rożek M. Wokół mostów Krakowa s. 42 W: Mosty Krakowa Kraków 2002 ISBN 83-88575-42-2
3. ↑  III most otrzyma imię Powstańców Śląskich Dziennik Polski 1917 nr 223 z 19/20 września s. 8
4. ↑  Pamięci Powstańców Śląskich Dziennik Polski 1971 nr 243 s. 6
5. ↑  Otwarcie trzeciego mostu Ilustowany Kurier Codzienny 1913 nr 16 z. 21 stycznia s. 4
6. ↑  Encyklopedia Krakowa, Warszawa: PWN, 2000, ISBN 83-01-13325-2, OCLC 830213257
7. 1 2 3 4  Runięcie mostu na Wiśle, Kuryer Lwowski (Lemberger Courier), 1911-02-20, s. 1 (пол.) {{citation}}: Cite має пустий невідомий параметр: |inventor= (довідка)
8. 1 2  Budowa trzeciego mostu na Wiśle, Kuryer Lwowski (Lemberger Courier), 1908-08-27, Seite 10 (пол.) {{citation}}: Cite має пустий невідомий параметр: |inventor= (довідка)
9. 1 2  Nowy most, nowy tramwaj Czas 1913 nr 31 z 21 stycznia s. 2
10. ↑  Runięcie mostu na Wiśle Czas 1911 nr 82 z 20 lutego s.2
11. 1 2  Trzeci most na Wiśle, Kuryer Lwowski (Lemberger Courier), 1911-04-28, s. 9 (пол.) {{citation}}: Cite має пустий невідомий параметр: |inventor= (довідка)
12. ↑  Nowy most — nowy tramwaj Czas 1913 nr 31 z 20 stycznia s. 2 .
13. 1 2  Otwarcie trzeciego mostu w krakowie Nowości Illustrowane 1913 nr 4 s. 2–3 (zdjęcia) .
14. ↑  Nowa linia tramwajowa w Krakowie Nowości Illustrowane 1913 nr 4 s. 3
15. ↑  Jak powstawał Wielki Kraków. 100 lat od przyłączenia Podgórza (пол.) {{citation}}: Cite має пустий невідомий параметр: |inventor= (довідка)
16. ↑  Nowa linia tramwajowa Czas 1917 nr 86 z 21 lutego s. 2
17. ↑  Polskie orły na moście Czas 1918 nr 521 z 2 grudnia s. 2
18. 1 2  Przystępujemy do odbudowy mostów Dziennik Polski 1945 nr 18 s. 8
19. ↑  Uroczyste otwarcie mostów na Wiśle Dziennik Polski 1945 nr 22 z 25 lutego s. 8
20. 1 2 3  Operacja most! Dziennik Polski 1971 nr 65 z 18 marca s. 6
21. 1 2  Wiecha na III moście Dziennik Polski 1971 nr 170 z 20 lipca
22. ↑  Udana podróż trzeciego mostu Dziennik Polski 1971 nr 68 z 21 marca
23. ↑  Przejazd przez most Powstańców Śląskich Dziennik Polski 1978 nr 285 z 16 grudnia
24. ↑  PRECYZYJNE POMIARY DRGAŃ BUDOWLI PRZY UŻYCIU NAZIEMNEGO RADARU INTERFEROMETRYCZNEGO (PDF), Archiwum Fotogrametrii, Kartografii i Teledetekcji (14), 2009: 123—142 {{citation}}: Cite має пустий невідомий параметр: |inventor= (довідка)
25. ↑  Trzeci most na Wiśle Czas 1908 nr 195 z 26 sierpnia s. 2